# Auf glühendem Pflaster
Auf glühendem Pflaster (Originaltitel: Walk on the Wild Side) ist ein US-amerikanisches Filmdrama aus dem Jahr 1962 nach dem Roman Wildnis des Lebens von Nelson Algren.

## Handlung
Dove Linkhorn ist in den 1930er Jahren ein armer Farmer in Texas. Er reist nach Louisiana, um dort seine verlorene Liebe Hallie Gerard zu finden. Unterwegs lernt er die heimatlose junge Kitty Twist und die heißblütige mexikanische Witwe Teresina Vidaverri, die ein Café führt, kennen. Schließlich kommt Dove nach New Orleans und findet Hallie in einem Bordell, das von Jo Courtney geführt wird.
Obwohl er sieht, dass sie als Prostituierte arbeitet, will er sie überreden, mit ihm zu kommen. Es gelingt ihm auch, Hallie von seinen ehrlichen Absichten zu überzeugen, aber Courtney will nicht akzeptieren, dass Hallie sie verlässt. Sie schlägt Dove bewusstlos. Kitty Twist findet ihn, bringt ihn zu Teresina und informiert Hallie. Die macht sich auf den Weg ins Café, wird aber von Courtney und Oliver verfolgt. Oliver schießt auf Dove, trifft aber stattdessen Hallie, und sie stirbt in den Armen von Dove.

## Kritiken
Das Lexikon des internationalen Films befand: „Routiniert, aber recht reißerisch inszeniert, verliert die anfänglich packende Sozialkritik zunehmend an Glaubwürdigkeit und verkommt zur Kolportage. Herausragend allein der von Saul Bass gestaltete Titelvorspann mit einer sprung- und kampfbereiten schwarzen Katze.“